# St.-Katharinen-Hospital Frechen
Das St.-Katharinen-Hospital Frechen ist ein Krankenhaus in freigemeinnütziger Trägerschaft in Frechen. Einzugsbereich ist der Rhein-Erft-Kreis und die westlichen Stadtteile von Köln. Träger der St.-Katharinen-Hospital GmbH ist die katholische Kirchengemeinde St. Audomar Frechen.

## Geschichte
Am 1. Juli 1882 übernahm die Gemeinschaft der Cellitinnen aus Köln das Haus als erstes Krankenhaus außerhalb Kölns. Erste Oberin war Wilhelmine Elisabeth Schmitz (Mutter Crescentia Schmitz). Später wurde es der kirchlichen Trägergesellschaft übertragen. In der Zeit des Nationalsozialismus wurden im Hospital Zwangsarbeiter beschäftigt.

## Struktur
Das St.-Katharinen-Hospital ist akademisches Lehrkrankenhaus der Universität zu Köln. Es ist Standort des Brustzentrums Köln/Frechen. Eine Krankenpflegeschule ist angegliedert. Neben 138 Ärzten sind 311 Pflegekräfte im Krankenhaus beschäftigt. Das St.-Katharinen-Hospital ist mit 433 Betten im nordrhein-westfälischen Krankenhausplan aufgenommen.
Im Dezember 2009 wurde die Portalklinik Bedburg-Frechen gegründet, indem das St.-Katharinen-Hospital und das St.-Hubertus-Stift in Bedburg einen Kooperationsvertrag geschlossen haben.
Im St.-Katharinen-Hospital wurden 2010 15.386 Patienten stationär und 19.305 ambulant behandelt.

## Fachgebiete
- Allgemein- und Viszeralchirurgie
- Anästhesie
- Brustzentrum
- Gastroenterologie und Diabetologie
- Geburtshilfe
- Geriatrie
- Gynäkologie
- Gynäkologische Endoskopie
- Kardiologie
- Neurologie
- Orthopädie
- Palliativmedizin
- Radiologie
- Urologie
- Unfallchirurgie